# 298-ма піхотна дивізія (Третій Рейх)

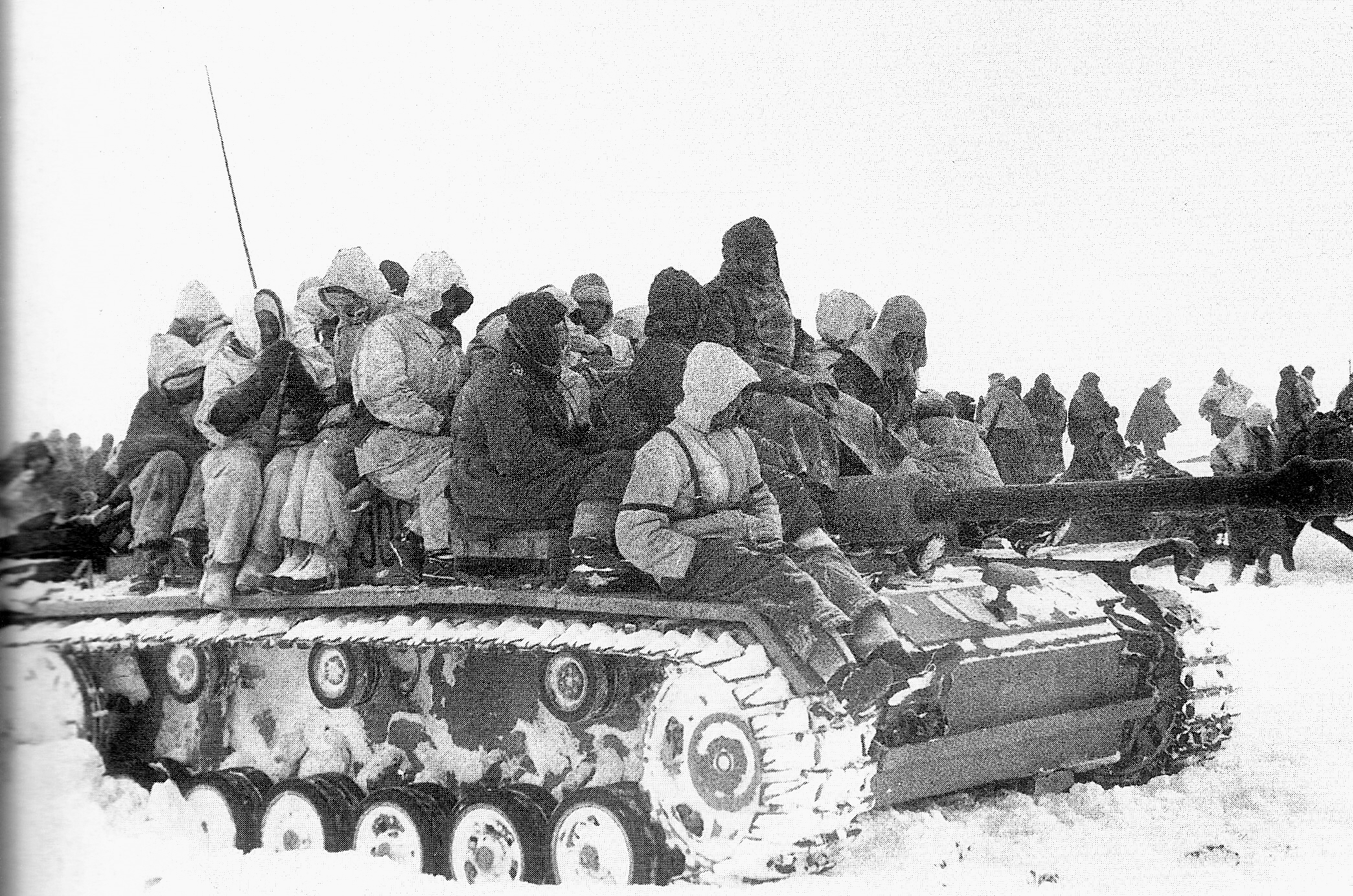
Німецький підрозділ самохідної артилерії на штурмгешуц Sturmgeschütz III відступає в районі Дону. Грудень 1942 року

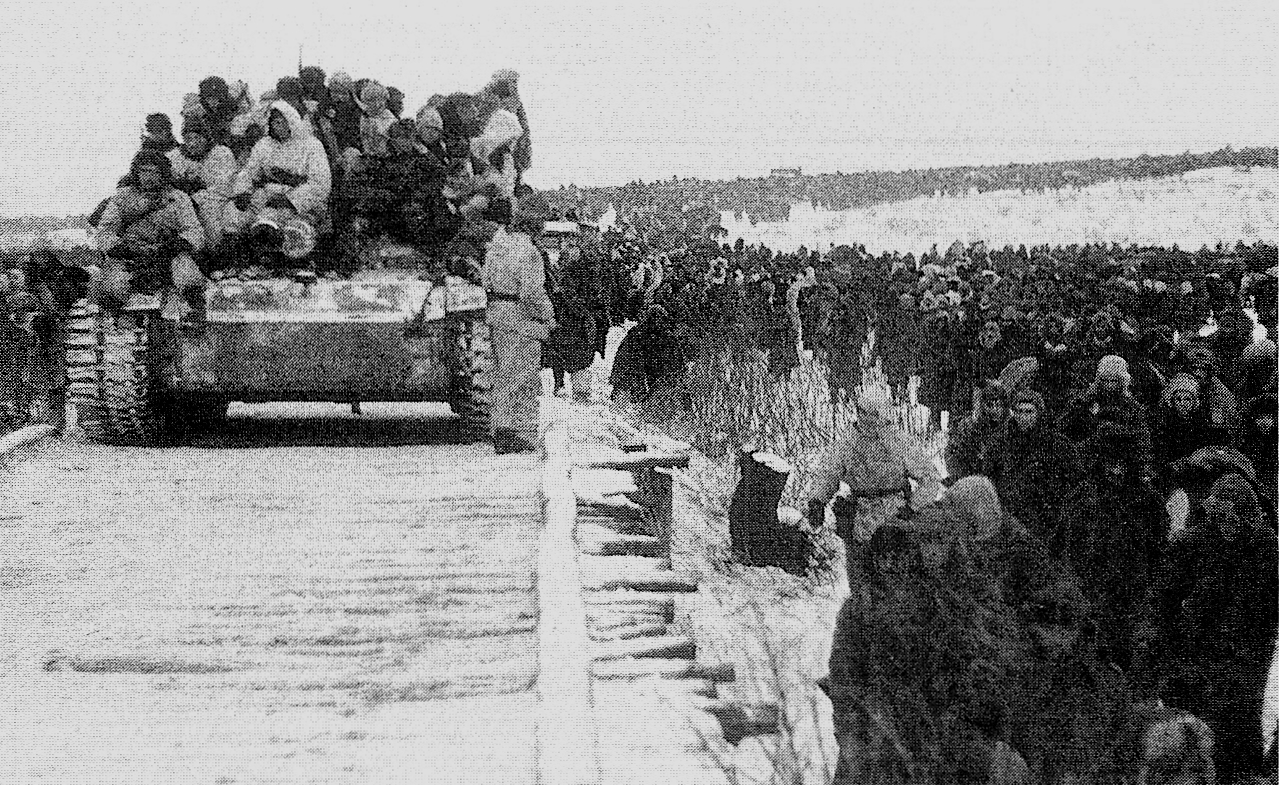
Німецькі війська відступають після поразки в битві за Сталінград. Грудень 1942

298-ма піхотна дивізія (Третій Рейх) (нім. 298. Infanterie-Division) — піхотна дивізія Вермахту за часів Другої світової війни. Дивізія билася на Західному фронті у Французькій та Бельгійській кампаніях й на Східному фронті на південному фланзі німецько-радянського фронту. 30 березня 1943 розформована через великі втрати в 3-ій Харківській битві.

## Історія
298-ма піхотна дивізія розпочала формування 6 лютого 1940 на базі військового навчального центру (нім. Truppenübungsplatz) в сілезькому містечку Нойгаммер (сучасне польське містечко Сьвентошув) у 8-му військовому окрузі (нім. Wehrkreis VIII) під час 8-ї хвилі мобілізації Вермахту. Полки дивізії формувалися на базі підрозділів 7-ї, 8-ї та 28-ї піхотних дивізій.
З початком Французької кампанії 298-ма дивізія перекинута на Західний фронт у район Штадткілля. З 22 травня 1940 брала активну участь у Бельгійській кампанії, вела бої на півдні країни за населені пункти Сен-Віт, Ла Рош-ан-Арден, Лібен, Палізель.
Надалі просувається разом з військами XVII-го армійського корпусу в напрямку Ліар-Монкорне-Шарлевіль. Бої за Розуа-сюр-Серр, Нізі-ле-Конт, Нефшатель-сюр-Ен і далі за бургундські міста Пуї-ан-Осуа, Молуа, Брикон, Арне-ле-Дюк. Капітуляцію Франції німецькі війська під командуванням генерала В.Грасснера зустріли біля Отена.
Вже 2 липня 1940 дивізія передислокована на східний напрямок і незабаром зосередилася у Східній Померанії в районі Дамніц-Тарнуф.
Протягом літа 1940-весни 1941 військові формування 298-ї піхотної дивізії проводили інтенсивне навчання на території Третього Рейху та Генеральної губернії, коли 16 червня 1941 були виведені у вихідні райони для наступу за планом операції «Барбаросса» в район Стрижів-Морочин-Копилоф поздовж прикордонної річки Буг.
22 червня 1941 піхотна дивізія в складі XVII-го армійського корпусу вторгнулася на територію Західної України і просуваючись в напрямку Володимир-Волинський-Торчин-Луцьк, билася з формуваннями Південно-Західного фронту Червоної армії, що відступали.
Бої за Костопіль, Новоград-Волинський, Нову Ушицю, за опанування столицею України — Києвом. Війська дивізії форсували Дніпро, згодом Десну і брали участь в оточенні основних сил Південно-Західного фронту генерала Кирпоноса під Києвом. З жовтня 1941 298-ма дивізія виведена у другий ешелон наступаючих військ Вермахту, і просувається в бік Полтави, Карлівки, Краснограду.
Веде бої з радянськими військами у районі Верхня Орілька, Олексіївка, Асіївка, Гусарівка.
З листопада переходить до оборони позицій поздовж річки Донець поблизу Балаклеї. Взимку-весною 1941—1942 оборонні бої на південному фланзі німецько-радянського фронту. У травні бере участь у контрнаступі військ Вермахту під Харковом та розгромі військ маршала Тимошенко, з червня дивізія переходить за планом операції «Блау» у повномасштабний наступ і просувається в напрямку Слов'янськ-Матвіїв Курган-Самбек-Таганрог.
Підрозділи дивізії б'ються на Північному Кавказі, у грудні 1942 перекинуті на північ до Богучара, Куп'янська, Черткова, Старобільська. Німецькі формування билися під час наступу радянських військ під Харковом, залучалися до проведення контрудару. Згодом через значні втрати у живій силі та техніки відведені в тил до Кременчука.
30 березня 1943 дивізія розформована, а рештки частин передані на доукомплектування 79-ї, 387-ї та 389-ї піхотних дивізій.

## Райони бойових дій
- Німеччина (лютий — травень 1940);
- Бельгія, Франція (травень — липень 1940);
- Німеччина, Генеральна губернія (липень 1940 — червень 1941);
- СРСР (південний напрямок) (червень 1941 — березень 1944).

## Командування

### Командири
- генерал-майор, з 1 жовтня 1941 генерал-лейтенант Вальтер Гресснер (нім. Walther Gräßner) (6 лютого 1940 — 1 січня 1942);
- оберст, з 1 лютого 1942 генерал-майор Арнольд Шелінскі (нім. Arnold Szelinski) (1 січня — 27 грудня 1942);
- генерал-майор Герберт Міхеліс (нім. Herbert Michälis) (27 грудня 1942 — 30 березня 1943).

### Підпорядкованість
| Час      | Корпус                           | Армія                  | Група армій (округ)        | Штаб        |
| -------- | -------------------------------- | ---------------------- | -------------------------- | ----------- |
| 1940     |                                  |                        |                            |             |
| червень  | z. Vfg.                          | 12-та армія            | Група армій «A»            | Ена         |
| липень   | XVII-й ак                        | 18-та армія            | —                          | Польща      |
| вересень | XVII-й ак                        | 12-та армія            | Група армій «B»            | Польща      |
| 1941     |                                  |                        |                            |             |
| січень   | XVII-й ак                        | 17-та армія            | Група армій «B»            | Польща      |
| травень  | XVII-й ак                        | 6-та армія             | Група армій «A»            | Польща      |
| червень  | XVII-й ак                        | 6-та армія             | Група армій «Південь»      | Грубешів    |
| листопад | LII-й ак                         | 17-та армія            | Група армій «Південь»      | Ізюм        |
| 1942     |                                  |                        |                            |             |
| січень   | XXXXIV-й ак                      | 17-та армія            | Група армій «Південь»      | Ізюм        |
| лютий    | XI-й ак                          | 6-та армія             | Армійська група фон Клейст | Лозова      |
| червень  | XIV-й тк                         | —                      | Група армій «Південь»      | Харків      |
| липень   | група Ферстера                   | група Вітерсхейма      | Група армій «Південь»      | закрут Дону |
| серпень  | 1-й румунський армійський корпус | 17-та армія            | Група армій «A»            | закрут Дону |
| вересень | z. Vfg.                          | z. Vfg.                | Група армій «B»            | закрут Дону |
| жовтень  | z. Vfg.                          | 8-ма італійська А      | Група армій «B»            | закрут Дону |
| листопад | ІІ-й італійський ак              | 8-ма італійська армія  | Група армій «B»            | Богачев     |
| грудень  | XXXV-й італійський ак            | 8-ма італійська армія  | Група армій «B»            | Богачев     |
| 1943     |                                  |                        |                            |             |
| січень   | z. Vfg.                          | 8-ма італійська армія  | Група армій «B»            | Чертково    |
| лютий    | z. Vfg.                          | Армійська група «Ланц» | Група армій «B»            | Чертково    |

### Склад
| 1942                                   |
| -------------------------------------- |
| 525-й піхотний полк                    |
| 526-й піхотний полк                    |
| 527-й піхотний полк                    |
| 298-й артилерійський полк              |
| 298-й інженерний батальйон             |
| 298-й розвідувальний батальйон         |
| 298-ме дивізійне управління постачання |

## Нагороджені дивізії
Нагороджені дивізії
|  | Кавалери Золотого Німецького Хреста                                                                        | 19 |
|  | Кавалери Лицарського хреста Залізного хреста з Дубовим листям                                              | 1 (№ 218 командир II-го батальйону 525-го гренадерського полку, гауптман резерву Генріх Шюлер — 02.04.1943) |
|  | Кавалери Лицарського хреста Залізного хреста                                                               | 7 |
|  | Кавалери Почесної відзнаки сухопутних військ «Почесна застібка на орденську стрічку для Сухопутних військ» | 6 |

- Нагороджені Сертифікатом Пошани Головнокомандувача Сухопутних військ (2)